# Paleobiogeografía
La paleobiogeografía es la parte de la paleobiología que estudia la distribución geográfica de los organismos del pasado que conocemos por sus fósiles. Es una parte importante en la reconstrucción de la historia de la vida sobre la Tierra y explica la distribución actual de los seres vivos. Esta disciplina paleontológica está en estrecha relación con la paleogeografía, disciplina geológica que estudia la geografía del pasado, intercambiando y contrastando información entre ellas.
Los principios y métodos de estudio son los propios de la biogeografía, con las complicaciones añadidas de que los datos paleobiogeográficos no son observables directamente, sino que han de ser inferidos del registro geológico (rocas y fósiles). La paleogeografía se infiere a su vez de las interpretaciones paleoambientales que aporta la estratigrafía (análisis de facies y de cuencas).
Los estudios tafonómicos y paleoecológicos son necesariamente previos al análisis paleobiogeográfico, con el fin de discriminar que fósiles son autóctonos respecto a los sedimentos en los que han quedado registrados y evitar así las posibles distorsiones causadas por deriva necrocinética o la resedimentación, previas al enterramiento de los restos, o la reelaboración de fósiles durante la fosildiagénesis.
Las dispersiones y migraciones de los organismos del pasado aportan información sobre la formación o supresión de barreras geográficas. En este sentido la unión o separación de masas continentales produce uniones o aislamientos de biotas (invasiones, insularidad, etc.), datos que han de contrastarse con la tectónica de placas, paleomagnetismo, etc. La identificación de afinidades y variaciones paleobiogeográficas ha permitido esclarecer relaciones entre zonas litosféricas actualmente dispersas por la tectónica de placas y ayudar en las reconstrucciones paleogeográficas y han servido, por ejemplo, para establecer la extensión y evolución del mar de Tetis, del supercontinente Pangea o de los continentes Gondwana y Laurasia.

## Regiones paleobiogeográficas

Ejemplo de intercambio faunístico entre bioprovincias por eliminación de barreras geográficas: el gran intercambio americano del Plioceno. En verde algunos organismos que migraron al norte y en azul algunos que lo hicieron al sur.

Al igual que en biogeografía se distinguen dos tipos de áreas paleobiogeográficas:
- Paleobiomas, de significado paleoecológico, atendiendo al paleoclima y paleoambiente. La mayoría de los biomas actuales pueden también identificarse en el pasado, como los de tundra, sabana, arrecife coralino, etc.
- Paleobioprovincias, áreas de similitud taxonómica y significado histórico, atendiendo a las agrupaciones que han coevolucionado juntas, aisladas durante cierto tiempo. Algunos ejemplos de bioprovincias actuales son la paleártica, afrotropical, neotropical, etc. El establecimiento de paleobioprovincias puede hacerse por métodos numéricos, por agrupamientos basados en presencia de taxones similares. Aplicando índices de semejanza, como el de Simpson, pueden entonces obtenerse cladogramas que relacionan regiones entre sí e indican el grado de diferenciación biogeográfica entre ellas.

En cada paleobioprovincia se pueden distinguir distintos paleobiomas.